# Анна Полина
Анна Полина (фр. Anna Polina; род. 11 сентября 1989, Ленинград, СССР) — французская модель и порноактриса.

## Биография
Родилась в Ленинграде. В возрасте 10 лет переехала вместе с родителями во Францию. Мать — экскурсовод. Изначально в университете изучала право, позже ходила на курсы Флоран.
Ещё в 2008 году под псевдонимом Léa Delmas снялась в нескольких порносценах, но профессиональную карьеру в порноиндустрии начала только с февраля 2010 года — сперва под псевдонимом Лилит Маршалл (Lilith Marshall), а затем — как Анна Полина.
Кроме порнографических, снялась также во французском независимом фильме ужасов ECHAP. Работала ведущей на радиостанции OUI FM.

## Премии и номинации
| Год  | Премия | Категория                                        | Фильм                                                                                                   | Результат |
| ---- | ------ | ------------------------------------------------ | --- | --------- |
| 2011 | Venus  | Лучшая старлетка                                 | н/д | Победа    |
| 2012 | AVN    | Лучшая иностранная исполнительница               | н/д | Номинация |
| 2012 | XBIZ   | Лучшая иностранная исполнительница года          | н/д | Победа    |
| 2013 | AVN    | Лучшая иностранная исполнительница года          | н/д | Номинация |
| 2013 | AVN    | Лучшая сексуальная сцена в зарубежной постановке | Inglorious Bitches                                                                                      | Номинация |
| 2013 | AVN    | Лучшая сексуальная сцена в зарубежной постановке | The Journalist                                                                                          | Номинация |
| 2013 | XBIZ   | Лучшая иностранная исполнительница года          | н/д | Номинация |
| 2014 | AVN    | Лучшая сексуальная сцена в зарубежной постановке | The Ingenuous (совместно с Aleska Diamond, Anissa Kate, Angel Piaff, Rita, Tarra White and Mike Angelo) | Победа    |
| 2014 | AVN    | Лучшая сексуальная сцена в зарубежной постановке | Russian Institute 18: The Headmistress (совместно с Nasta Zya and JPX)                                  | Номинация |
| 2014 | AVN    | Лучшая иностранная исполнительница года          | н/д | Номинация |
| 2014 | XBIZ   | Лучшая иностранная исполнительница года          | н/д | Номинация |
| 2015 | AVN    | Лучшая сексуальная сцена в зарубежной постановке | Footballers' Housewives (совместно с Abbie Cat, Markus Tynai and Vince Carter)                          | Номинация |
| 2015 | XBIZ   | Лучшая иностранная исполнительница года          | н/д | Номинация |
| 2017 | AVN    | Лучшая иностранная исполнительница года          | | Номинация |
| 2018 | AVN    | Лучшая иностранная исполнительница года          | | Номинация |